# Kesha Records
Kesha Records es el sello discográfico independiente de Kesha, publicado por Warner-Chappell Music, que es una subsidiaria de Warner Music Group. El sello se distribuye a través de Alternative Distribution Alliance (ADA). 

## Antecedentes
Kesha habló con Forbes y dijo que su objetivo al crear el sello era construir un espacio seguro para los artistas, después de haber lidiado con el miedo y no poseer los derechos de su propia voz.

Estoy muy entusiasmada por la expansión y el crecimiento de Kesha Records en todas las formas que la gente podría pensar, pero también de maneras inesperadas, porque actualmente estoy investigando el espacio tecnológico y estoy buscando socios que tengan los valores con los que me alineo. Por lo tanto, además del modelo tradicional de sello discográfico, también estoy mirando hacia el futuro y estoy buscando algunos creadores tecnológicos realmente creativos, innovadores y que traspasen los límites, que quieran cambiar el funcionamiento del negocio de la música y aportar un nuevo nivel de transparencia a todo el negocio.
Kesha

Ella menciona en el artículo de Paper que planea completar su sexto álbum antes de comenzar realmente a construir su lista para el sello.

## Historia
En 2023, Kesha lanzó su quinto álbum, Gag Order, bajo el sello RCA y Kemosabe el 19 de mayo. Se separó oficialmente de RCA, Kemosabe y su compañía de representación, Vector Management, en diciembre de ese año. Kesha anunció en su Instagram que pronto buscará artistas que firmen con su sello.
Lanzó su primer sencillo como artista independiente, «Joyride», el 4 de julio de 2024. Lanzó una versión de «Holiday Road» para Spotify Singles Holiday el 15 de octubre de 2024 a través del sello. El video musical oficial de «Joyride» también fue producido a través de Kesha Records.

## Artistas
- Kesha
- Pebe Sebert

## Discografía
Aquí se incluye una lista de los álbumes que Kesha ha lanzado a través del sello:
- Period, Kesha
- TBA, Pebe Sebert[4]